# Gijjhakūṭa
Gridhrakūta (tiếng Pali : Gijjhakūṭa गिज्झकूट, tiếng Phạn : Gṛdhrakūṭa गृध्रकूट), hay Gādhrakūta, Linh Thứu sơn (chữ Hán: 靈鷲山), Thứu Phong sơn (鹫峰山), Kỳ-đồ-quật sơn (耆闍崛山), Linh sơn (靈山), Quật sơn (崛山), theo truyền thống Phật giáo, là một địa điểm Thích-ca Mâu-ni từng ẩn tu ở Rajagaha (nay là Rajgir, nằm ở Bihar, Ấn Độ). Nó được đặt tên như vậy vì trông giống một con kền kền đang ngồi với đôi cánh xếp lại, và là bối cảnh cho nhiều bài giảng thuyết của Ngài.

## Trong kinh văn Phật giáo
Theo truyền thống, núi Linh Thứu là một trong nhiều địa điểm mà Đức Phật và cộng đồng đệ tử của Ngài thường xuyên lui tới để tu tập và tĩnh tâm. Vị trí của nó thường được đề cập trong các kinh văn Phật giáo, trong cả hệ Kinh điển Pāli của Phật giáo Nguyên thủy  và hệ kinh điển Đại thừa, được mô tả như là nơi Đức Phật đã thuyết giảng một số bài pháp. Trong số các bài thuyết pháp có các kinh điển nổi tiếng như Bát-nhã Tâm, Pháp Hoa và Lăng-nghiêm Tam-muội cũng như nhiều kinh Bát-nhã Ba-la-mật-đa. Sau khi Đức Phật nhập diệt, các đệ tử của Ngài đã tổ chức Đại hội kết tập lần thứ nhất ở dưới chân ngọn núi này. Tương truyền, nơi đây cũng là nơi Devadatta đã đẩy đá làm Đức Phật bị thương.

## Vị trí địa lý
Theo các kinh văn Phật giáo, vị trí của núi Linh Thứu được mô tả là nằm ở phía Tây thành Vương-xá. Các du tăng Trung Quốc cổ đại Pháp Hiển, Huyền Trang và Nghĩa Tịnh đều từng đến viếng thăm thánh địa này và ghi chép khá chi tiết. Nhà khảo cổ học người Anh Alexander Cunningham, dựa trên các ghi chép trong Đại Đường Tây Vực ký và Pháp Hiển truyện, đã suy luận rằng vị trí của nó là ở Śaila-giri, phía đông nam của thành phố Rajgir ngày nay, thuộc bang Bihar, Ấn Độ. Tại đây có một ngọn núi cao, trên đỉnh núi có một tảng đá trông giống một con chim kền kền. Đồng thời ở đây cũng có khá nhiều chim kền kền sinh sống, nên có tên gọi như vậy.
Tương truyền, cao tăng Ấn Độ đến Trung Quốc thời Đông Tấn là Huệ Lý (慧理), khi đến Hàng Châu, nhìn thấy sau lưng chùa Linh Ẩn có một ngọn núi có hình dạng trên đỉnh giống như ngọn núi Linh Thứu ở quê hương Ấn Độ. Ông cho rằng ngọn núi Linh Thứu đã bay từ Ấn Độ đến đây, vì vậy, từ đó, ngọn núi này được gọi là đỉnh Phi Lai (飛來峰, Phi Lai phong).

## Hình ảnh

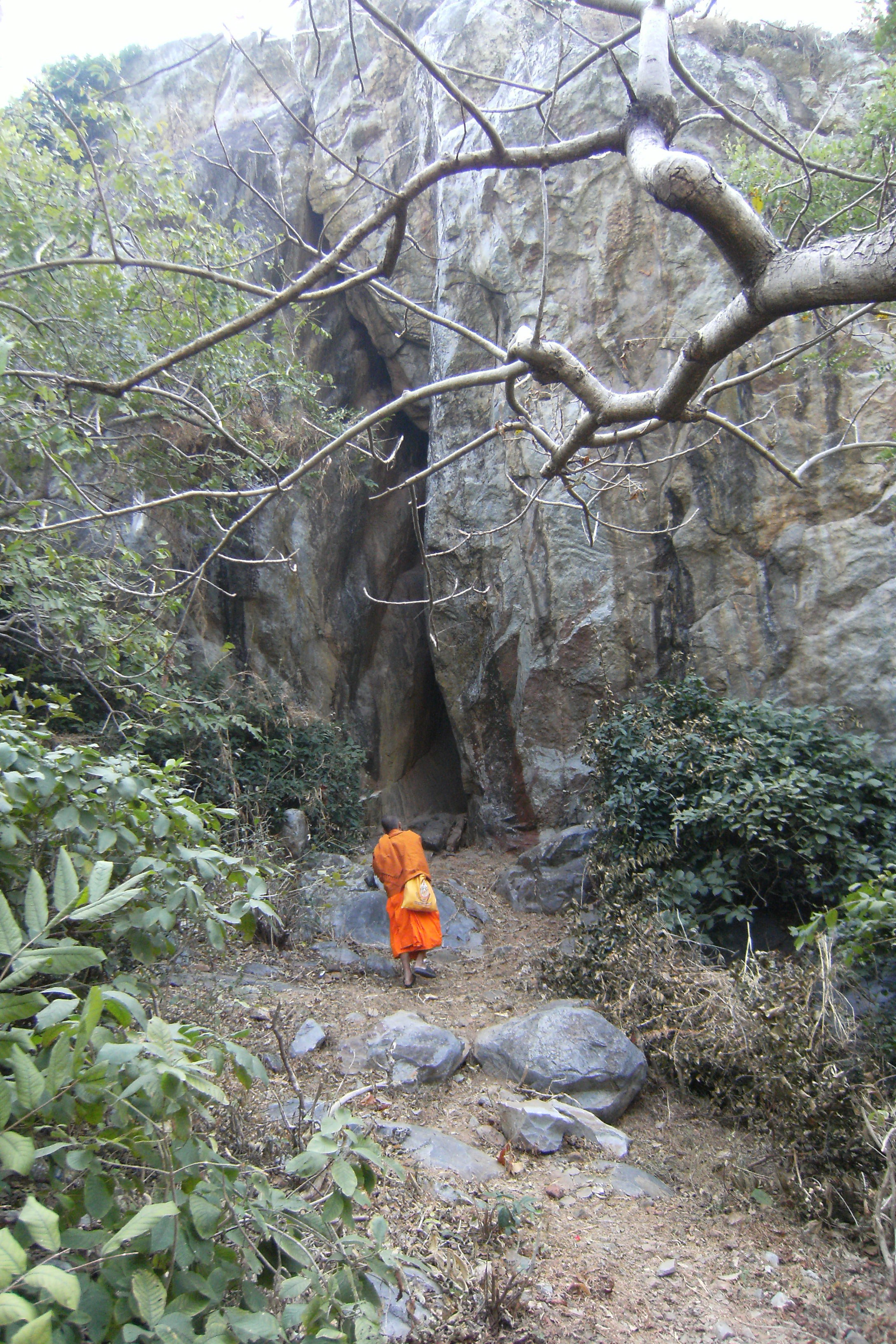
Một nhà sư trên núi Linh Thứu
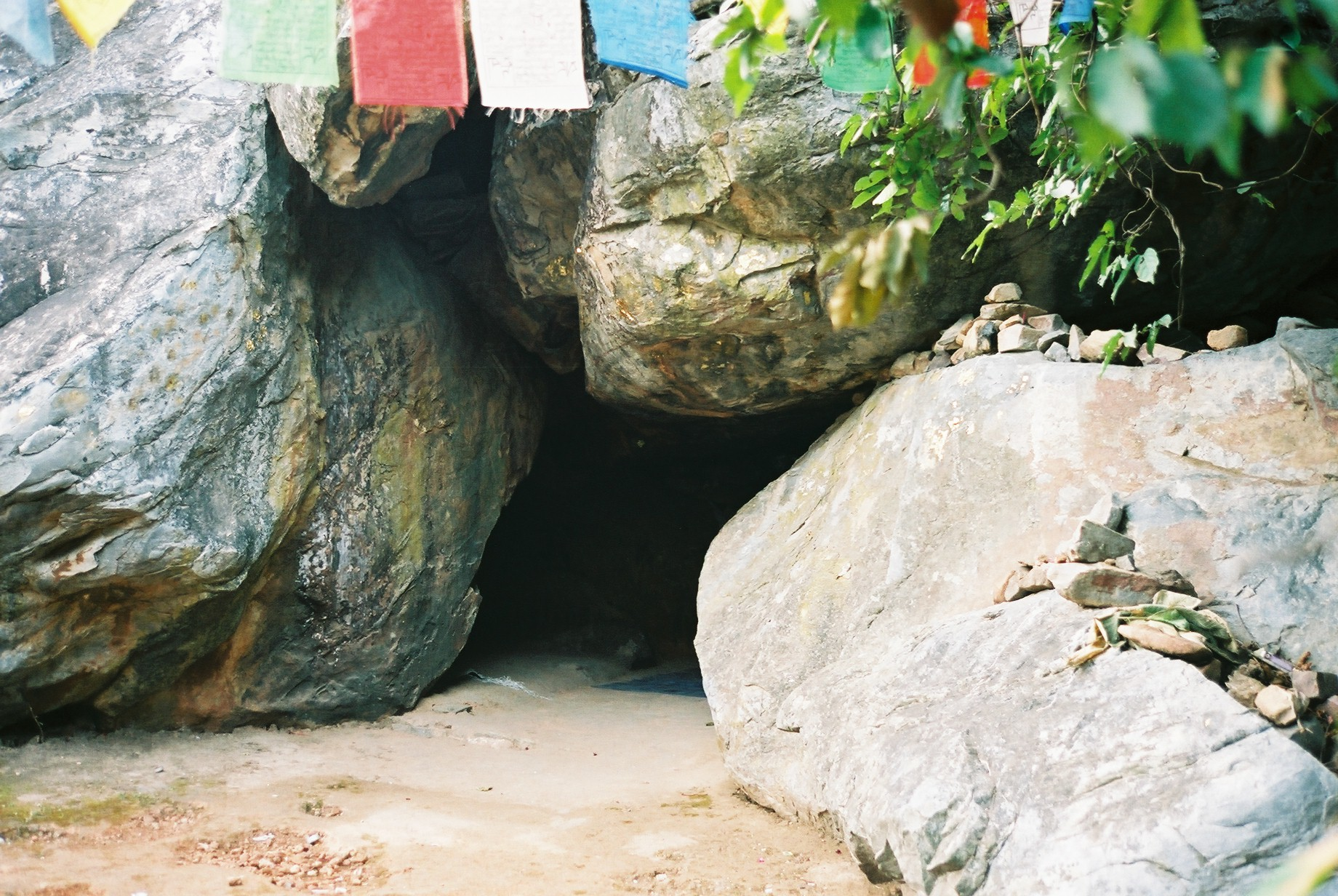
Hang thiền định
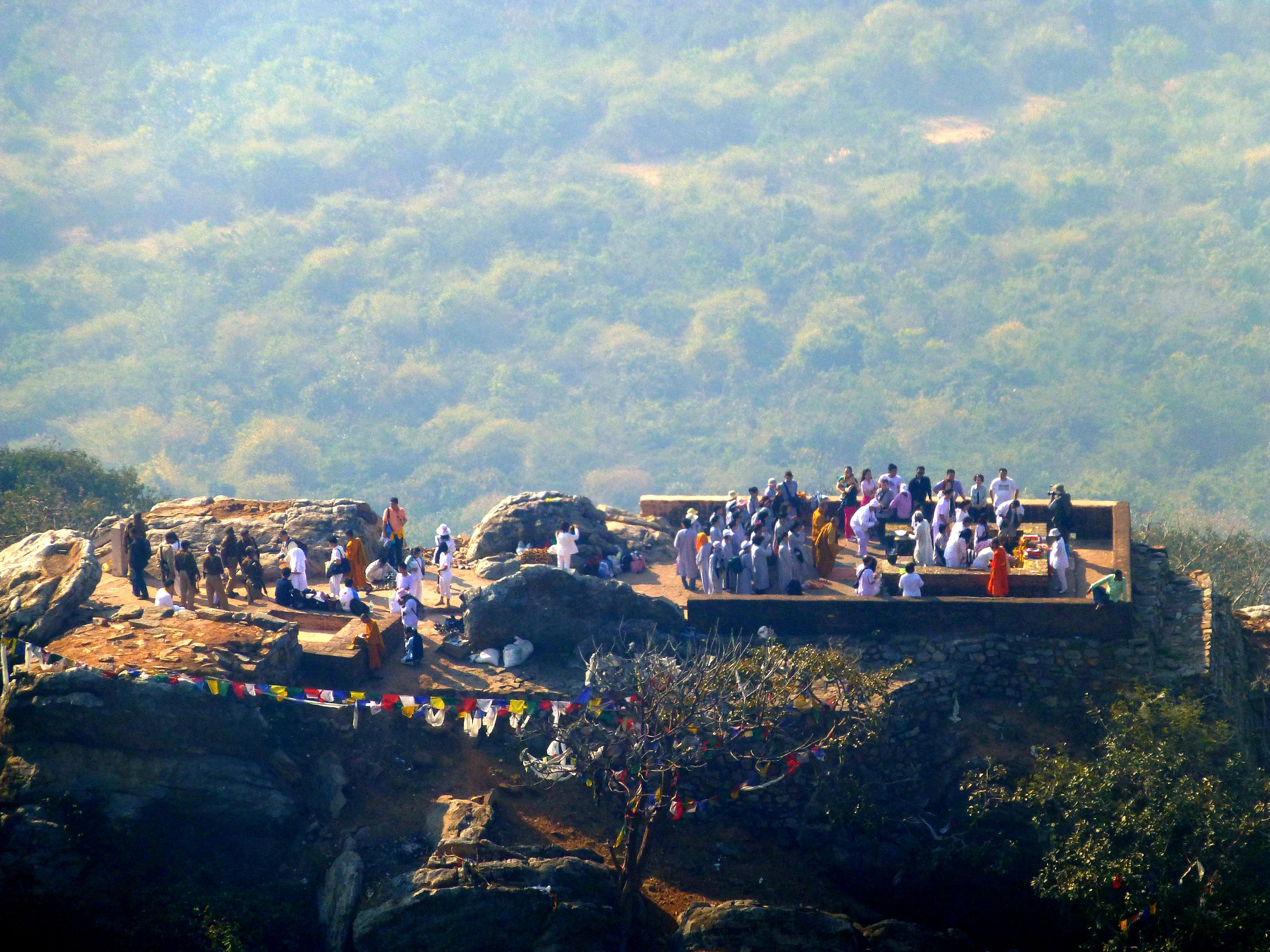
Đỉnh Linh Thứu nhìn từ trên cao
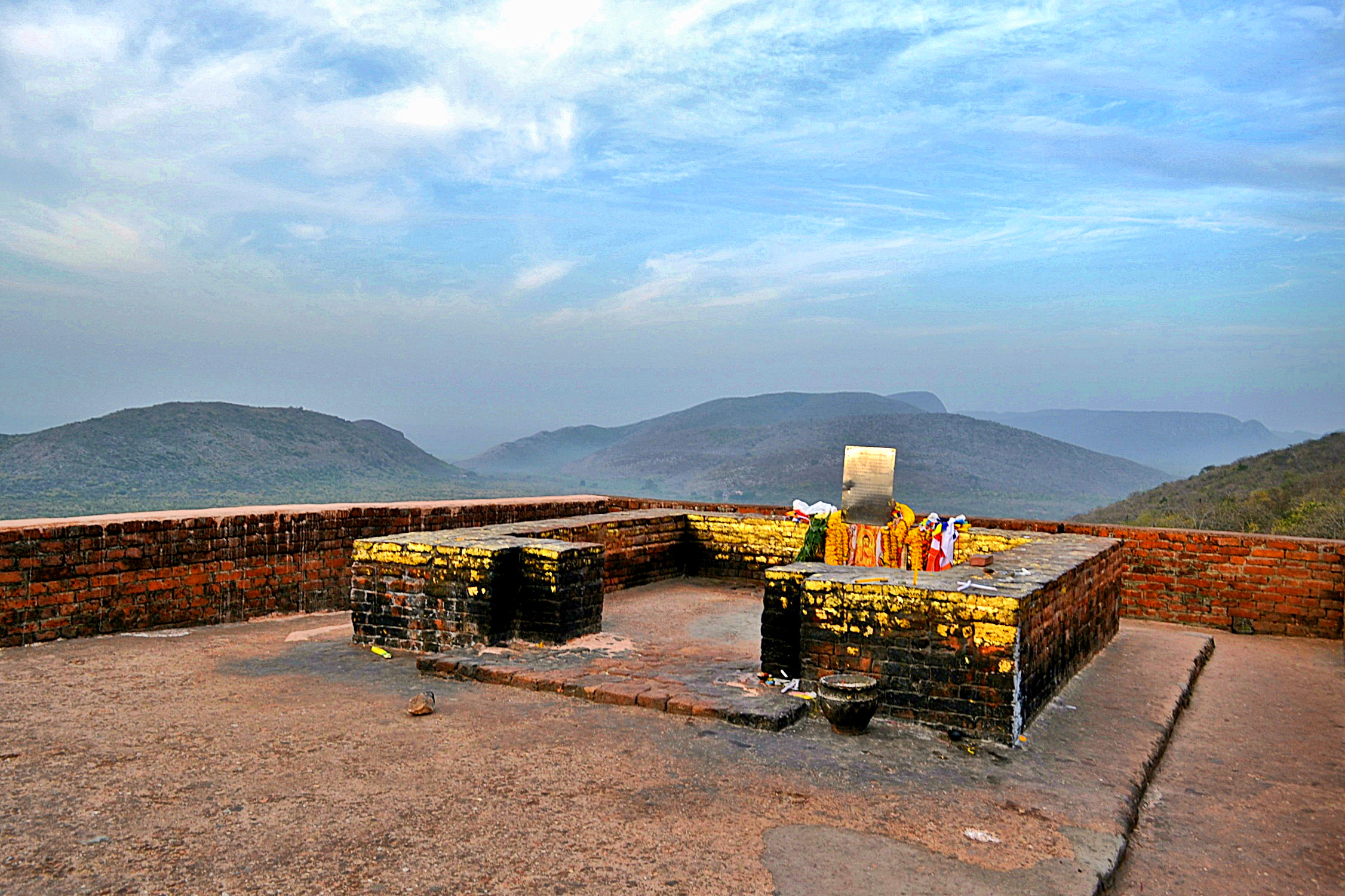
Đỉnh Linh Thứu
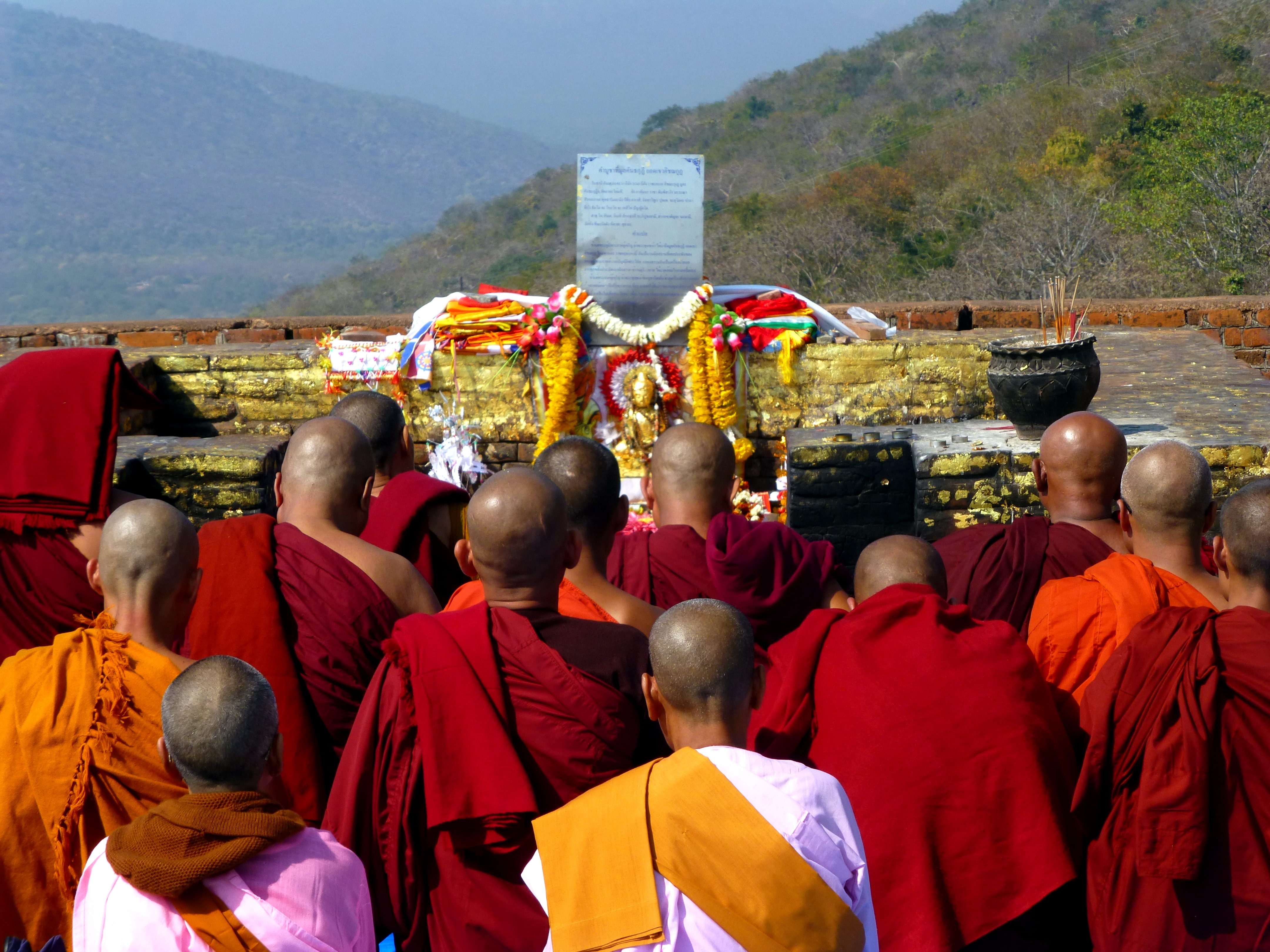
Một nghi lễ Phật giáo tổ chức trên đỉnh Linh Thứu